# 奈良文化财研究所
奈良文化财研究所（英語：Tokyo Research Institute for Cultural Properties）是一个日本艺术文化研究机构。致力于对奈良县的古建筑和艺术品进行保护和修复。所长是松村惠司。

## 历史
1952年成立于日本奈良，最初设置历史、建筑、美术工艺等部门，1963年设置平城宫发掘调查部，1973年设置飞鸟藤原宫发掘调查部，此外还设置飞鸟资料馆和埋藏文化财中心。

## 画廊

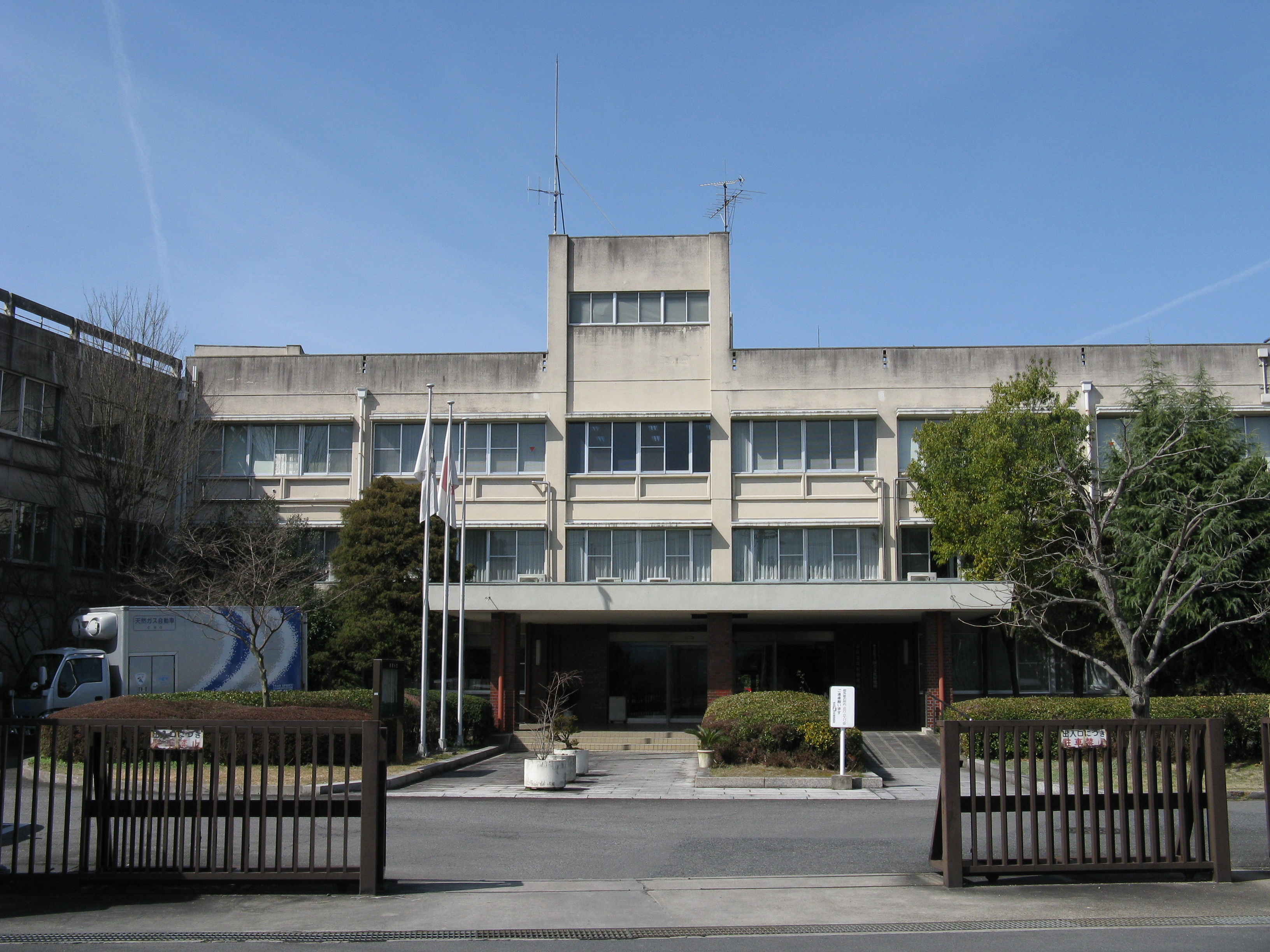
奈良文化财研究所（2009年3月）
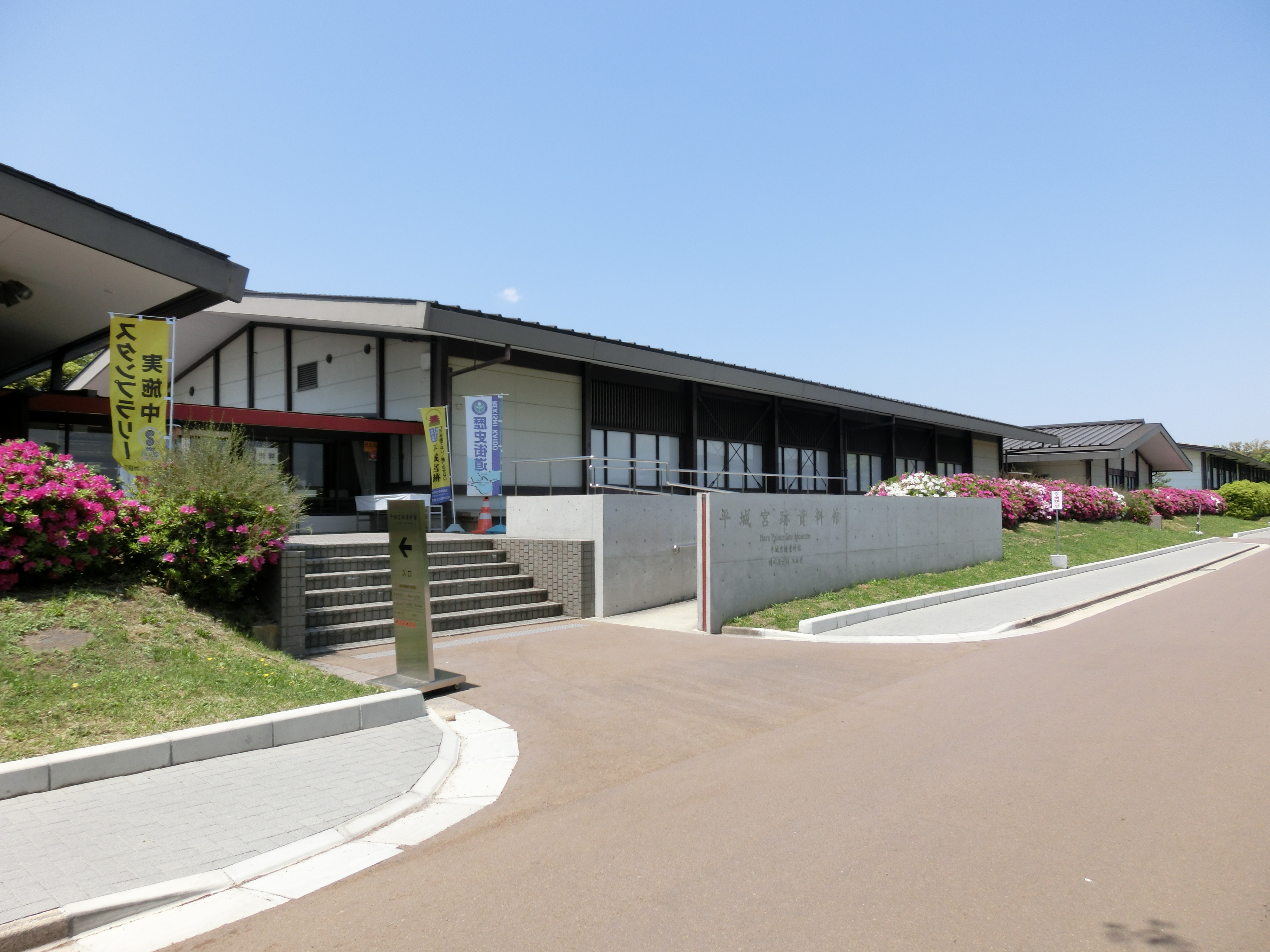
平城宫迹资料馆
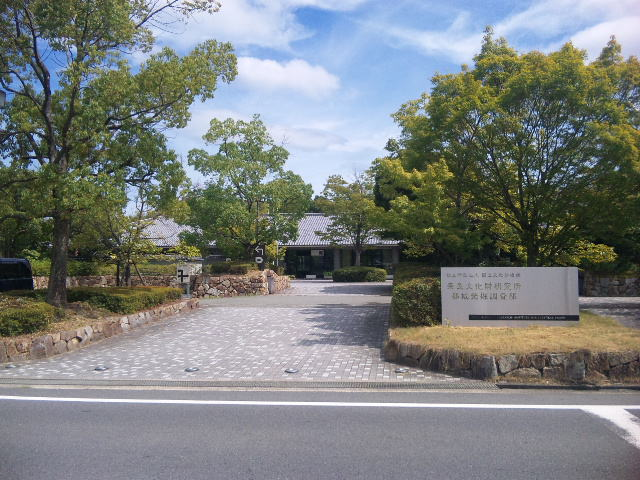
都城发掘调查部（飞鸟・藤原地区）
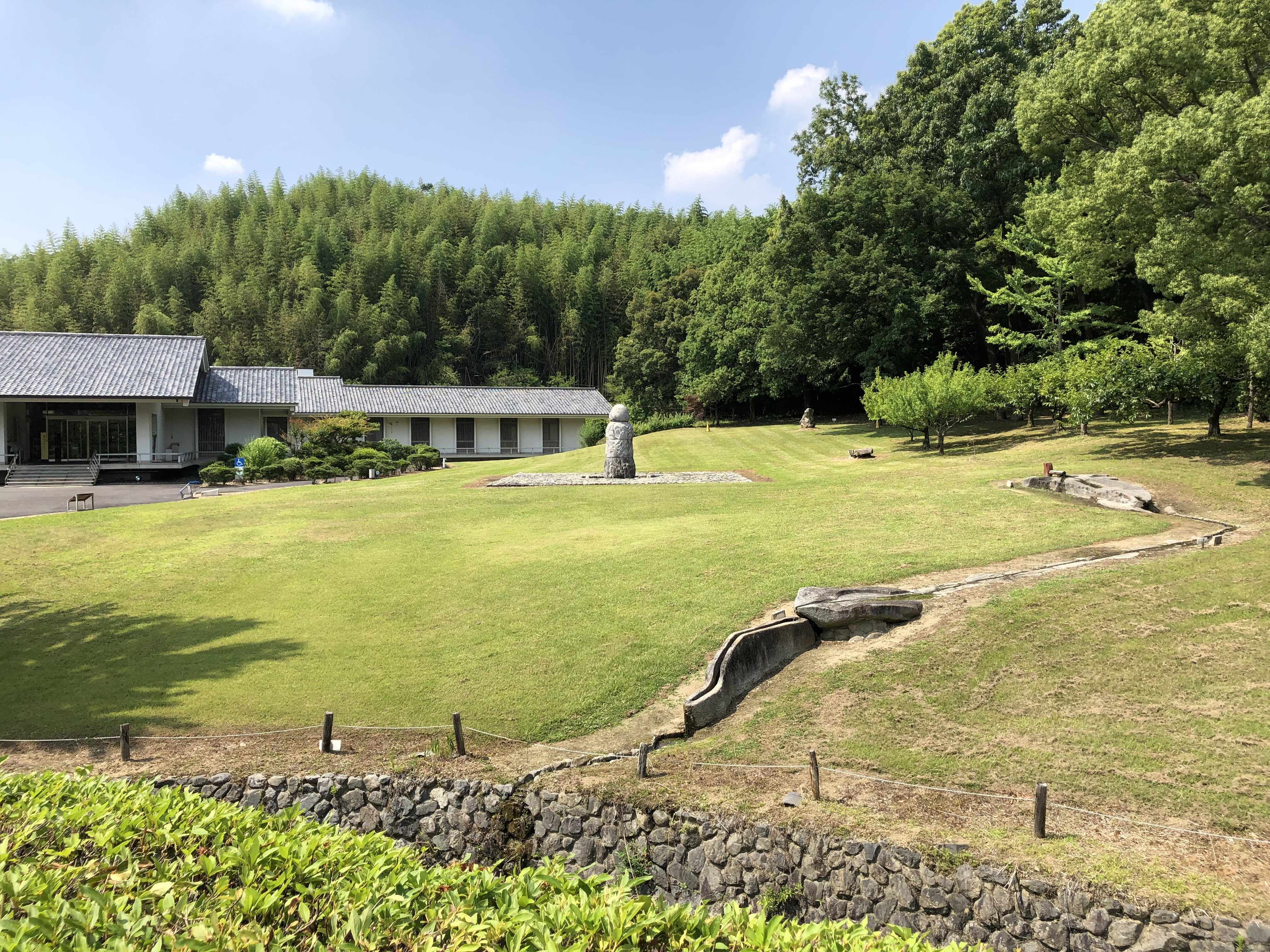
飞鸟资料馆